# MIYA THE WORLD!!
『MIYA THE WORLD!!』（ミヤ・ザ・ワールド）は、2008年10月から2015年3月まで日本各地のJFN加盟局で放送されていたジャパンエフエムネットワーク (JFNC) 製作のラジオ番組である。パーソナリティはTHE BOOMの宮沢和史。

## ネット局と放送時間
放送時間は、番組終了時点またはネット打ち切り時点のものを記載。
| 放送対象地域   | 放送局                          | 放送時間                        | 備考 |
| -------------- | ------------------------------- | ------------------------------- | --- |
| 青森県         | エフエム青森 (AFB)              | 水曜 19:30 - 19:55              | |
| 岩手県         | エフエム岩手 (FMI)              | 金曜 13:00 - 13:30              | 2012年3月30日に打ち切り。                                                                                          |
| 宮城県         | エフエム仙台 (Date fm)          | 月曜 01:30 - 01:55 （日曜深夜） | |
| 秋田県         | エフエム秋田 (AFM)              | 日曜 18:30 - 18:55              | |
| 山形県         | エフエム山形 (Rhythm Station)   | 土曜 06:00 - 06:25              | 第1・第3・第5土曜のみの放送。第2・第4土曜には『みんなdeみんわ』『IT'S MUSIC』『Monthly Hyper Play』の3番組を放送。 |
| 福島県         | エフエム福島（ふくしまFM）      | 水曜 21:30 - 22:00              | |
| 栃木県         | エフエム栃木 (RADIO BERRY)      | 日曜 19:00 - 19:30              | |
| 群馬県         | エフエム群馬（FMぐんま）        | 日曜 18:30 - 18:55              | 2011年9月25日に打ち切り。                                                                                          |
| 東京都         | エフエム東京 (TOKYO FM)         | 月曜 00:30 - 01:00 （日曜深夜） | 2009年9月28日（27日深夜）に打ち切り。                                                                              |
| 新潟県         | エフエムラジオ新潟 (FM-NIIGATA) | 土曜 07:30 - 07:55              | |
| 富山県         | 富山エフエム放送（FMとやま）    | 土曜 20:00 - 20:30              | |
| 石川県         | エフエム石川 (HELLO FIVE)       | 日曜 18:00 - 18:30              | |
| 福井県         | 福井エフエム放送（FM福井）      | 土曜 12:30 - 13:00              | 2014年9月27日に打ち切り。                                                                                          |
| 長野県         | 長野エフエム放送（FM長野）      | 木曜 20:30 - 20:55              | |
| 岐阜県         | エフエム岐阜 (Radio 80)         | 日曜 21:00 - 21:30              | |
| 愛知県         | エフエム愛知 (FM AICHI)         | 日曜 09:30 - 10:00              | 2009年3月29日に一度打ち切り。2010年1月3日に放送を再開するも、2011年10月30日に再度打ち切り。                        |
| 三重県         | 三重エフエム放送（radio3）      | 火曜 20:30 - 21:00              | 2013年3月26日に打ち切り。                                                                                          |
| 滋賀県         | エフエム滋賀 (e-radio)          | 土曜 20:00 - 20:30              | |
| 大阪府         | エフエム大阪 (FM OSAKA)         | 日曜 09:30 - 10:00              | |
| 兵庫県         | 兵庫エフエム放送 (Kiss FM KOBE) | 日曜 02:30 - 03:00 （土曜深夜） | |
| 島根県・鳥取県 | エフエム山陰 (V-air)            | 木曜 20:30 - 21:00              | |
| 岡山県         | 岡山エフエム放送 (FM OKAYAMA)   | 土曜 11:00 - 11:30              | 2010年3月27日に打ち切り。                                                                                          |
| 広島県         | 広島エフエム放送 (HIROSHIMA FM) | 日曜 08:00 - 08:30              | |
| 山口県         | エフエム山口 (FMY)              | 火曜 19:00 - 19:30              | 2011年3月29日に打ち切り。                                                                                          |
| 香川県         | エフエム香川                    | 日曜 01:30 - 02:00 （土曜深夜） | |
| 高知県         | エフエム高知 (Hi-Six)           | 水曜 21:30 - 21:55              | |
| 佐賀県         | エフエム佐賀 (FMS)              | 土曜 12:00 - 12:30              | |
| 長崎県         | エフエム長崎 (FM Nagasaki)      | 月曜 20:25 - 20:55              | |
| 熊本県         | エフエム熊本 (FMK)              | 日曜 09:30 - 10:00              | |
| 大分県         | エフエム大分 (Air-Radio FM88)   | 日曜 18:00 - 18:30              | |
| 宮崎県         | エフエム宮崎 (JOY FM)           | 木曜 21:00 - 21:30              | |
| 沖縄県         | エフエム沖縄 (fm okinawa)       | 日曜 08:30 - 09:00              | 2014年9月28日に打ち切り。                                                                                          |